# Comuna Kociubeiivka, Vîsokopillea
Kociubeiivka (în ucraineană Кочубеївка) este o comună în raionul Vîsokopillea, regiunea Herson, Ucraina, formată din satele Kociubeiivka (reședința), Mîkilske și Svitlivka.

## Demografie
Componența lingvistică a comunei Kociubeiivka
     Ucraineană (95,53%)
     Rusă (4,27%)
     Alte limbi (0,2%)
Conform recensământului din 2001, majoritatea populației comunei Kociubeiivka era vorbitoare de ucraineană (95,53%), existând în minoritate și vorbitori de rusă (4,27%).